# L'altra donna del re
(Tagline del film)
L'altra donna del re (The Other Boleyn Girl) è un film del 2008 diretto da Justin Chadwick.
Il soggetto è tratto dall'omonimo romanzo di Philippa Gregory.

## Trama
(Elizabeth Howard alla figlia Anna Bolena)
XVI secolo. Spinte dai genitori e dallo zio, le sorelle Anne e Mary Boleyn abbandonano la vita di campagna per stabilirsi alla corte di Enrico VIII d'Inghilterra come damigelle della regina. La posta in gioco è alta: sedurlo per far avere benefici economici e prestigio alla famiglia.
Mary, spinta da sentimenti sinceri, diviene l'amante del re e dà alla luce un figlio illegittimo, ma la sorella Anne non si dà per vinta e, determinata a conquistare il posto di nuova Regina d'Inghilterra, trama alle spalle di Mary e della legittima moglie del re, Caterina d'Aragona. Con l'inganno e la persuasione, riesce nel suo intento, costringendo Enrico a sposarla diventando così Regina d'Inghilterra, causando lo scisma con la Chiesa cattolica e divenendo capo della Chiesa anglicana. Ma in seguito, le cose sono destinate a precipitare. Anne dà alla luce una bambina, Elisabetta e l'unico maschio portato a compimento della gravidanza nasce morto.
In seguito a un aborto spontaneo, Anne matura la convinzione che il re è ormai deciso a farla condannare se non darà alla luce un figlio maschio, così, disperata, chiede aiuto al fratello, che però non riesce ad andare fino in fondo alla cosa. La moglie di lui, Jane, credendo che Anne e il fratello abbiano avuto un rapporto incestuoso, va a riferirlo al re. Enrico, ormai stanco e logorato dal desiderio di avere un maschio, decide di far decapitare Anne e suo fratello, nonostante le suppliche di Mary di risparmiare la sorella. La storia si conclude mostrando Mary e il suo nuovo marito William Stafford in campagna con i loro figli, tra cui la piccola Elizabeth, figlia di Anne, e il figlio illegittimo di Enrico VIII.

## Accoglienza

### Critica
Sull'aggregatore di recensioni Rotten Tomatoes L'altra donna del re possiede un tasso di approvazione dell'41% basato su 133 recensioni, con un voto medio di 5,3 su 10. La critica del sito sostiene che «Anche se presenta alcuni momenti stravaganti e di intrattenimento, L'altra donna del re sembra più una soap opera che un dramma storico».

## Riconoscimenti
- 2008 – Teen Choice Awards
  - Candidatura alla Miglior attrice di film drammatico a Scarlett Johansson
- 2008 – AFI Award
  - Candidatura al Miglior attore internazionale a Eric Bana